# Radek Sedlák
Radek Sedlák (* 12. prosince 1975, Svitavy) je římskokatolický kněz, působící na Moravě.

## Vzdělání
Absolvoval Střední průmyslovou školu železniční v České Třebové a následně nástavbu na podnikatelské škole v Moravské Třebové. Poté absolvoval roční základní vojenskou službu a následující dva roky pracoval u zahraniční firmy ve Svitavách. V roce 1997 nastoupil do Teologického konviktu v Litoměřicích, odtud na Cyrilometodějskou teologickou fakultu do Olomouce, jejíž studium úspěšně zakončil v roce 2003. Dále získal malý i velký doktorát z dogmatické teologie na Katolické univerzitě v Ružomberku, při teologické fakultě v Košicích. Téma disertační práce: Teologický rozbor opodstatněnosti tematiky uzdravování rodových kořenů.

## Kněžství
Dne 21. června 2003 byl v Olomouci vysvěcen na jáhna a 26. června 2004 tamtéž vysvěcen na kněze. Již za studií na teologické fakultě se věnoval práci s ministranty a je spoluzakladatelem a vedoucím táborů pro ministranty, které se konají v Rajnochovicích. Jako jáhen působil rok v Otrokovicích, po kněžském svěcení pak jako kaplan v Bílovicích u Uherského Hradiště. Jeho první samostatnou farností se v roce 2006 staly Troubky, kde působil nejprve jako administrátor a excurrendo spravoval další farnosti, čehož se musel pro nemoc v roce 2008 vzdát. V roce 2010 byl v Troubkách jmenován farářem a působil zde až do července 2021. Za jeho působení byla dokončena oprava varhan, do kostela byly pořízena nová paramenta, na farní zahradě byla postavena nová budova sloužící jako víceúčelové zařízení. Zároveň od roku 2019 do roku 2021 působil současně jako kaplan vysokoškolských kolejí při arcibiskupském kněžském semináři a rok jako formátor lidské zralosti v kněžském semináři. Od 1. července 2021 je jmenován farářem ve Vacenovicích.